# Shotgun Messiah
Shotgun Messiah est un groupe de metal industriel et glam metal suédois. Formé en 1985, le groupe se sépare en 1993.

## Biographie

### Débuts (1985–1991)
Le groupe, formé par Zinny J. Zan, Tim Sköld (sous le pseudonyme de Tim Tim), Harry K. Cody et Pekka « Stixx » Ollinen, se nommait, tant qu'ils étaient en Suède, Kingpin. Ils publient ensemble, en 1988, un album intitulé Welcome to Bop City. Le groupe décide de s'installer à Hollywood, en Californie, afin de gagner en notoriété, et se rebaptise Shotgun Messiah. L'album Welcome to Bop City publié sous le nom de Kingpin est réédité en 1989 sous le nom de Shotgun Messiah. Le style de cet album est un glam metal se situant dans le veine de groupes comme Mötley Crüe ou Ratt.

### Second Coming(1991–1993)
Peu après, Zinny J. Zan quitte le groupe laissant Tim Sköld prendre la place de chanteur du groupe. Shotgun Messiah recrute un bassiste américain, Bobby Lycon, pour prendre la place de Tim Sköld laissée vacante. 
En 1991, le groupe publie son deuxième album nommé Second Coming qui contient leur plus gros tube, Heartbreak Blvd. En raison de la manière peu conventionnelle de chanter de Tim Sköld, le style de cette période se rapproche de Guns N'Roses ou de Faster Pussycat. Durant cette période, une influence punk rock est notable. Le groupe réalise I Want More, un EP de reprise de chansons des Ramones, The Stooges et des New York Dolls. Ils sont aussi connus pour reprendre, en concert, du Sex Pistols. 

### Violent New Breedet séparation (1993)
1993 sera l'année finale du groupe. Harry K. Cody et Tim Sköld sont les seuls membres restants et ils réalisent ce qui allait être le dernier album de Shotgun Messiah, Violent New Breed, publié le 28 septembre. Cet album est sensiblement différent des précédentes réalisations et plus proche du metal industriel. Pour la tournée, le groupe est soutenu par des musiciens de concert. Peu après, le groupe se sépare définitivement, citant, comme raison, des divergences artistiques.
Après Shotgun Messiah, Tim Sköld est le musicien le plus actif avec son projet solo, Skold, mais surtout en faisant partie de groupes comme KMFDM, MDFMK ou Marilyn Manson. Zinny J. Zan a réalisé un album solo ainsi que deux albums avec son nouveau groupe nommé Zan Clan. L'album Second Coming est réédité en 2015.

## Membres

### Membres originaux
- Zinny J. Zan - chant
- Harry K. Cody - guitare électrique, chœurs
- Tim Skold - basse, chœurs
- Pekka « Stixx » Ollinen - batterie

### Second Coming
- Tim Skold - chant
- Harry K. Cody - guitare électrique
- Bobby Lycon - basse
- Pekka "Stixx" Ollinen - batterie

### Violent New Breed
- Tim Skold - chant, programmation
- Harry K. Cody - guitare électrique, programmation
- Ulf "Cybersank" Sandquist - programmation
- Bill Bruce - guitare (uniquement en concert)
- Pat Guyton - bass (uniquement en concert)
- B. J. - batterie (uniquement en concert)

## Discographie

### Albums studio
- 1988 : Welcome to Bop City (sous Kingpin)
- 1989 : Shotgun Messiah (réédition de l'album Welcome to Bop City)
- 1991 : Second Coming
- 1993 : Violent New Breed

### EP
- 1987 : Shout It Out (sous Kingpin)
- 1992 : I Want More